# Nicole Michael
Nicole C. Michael (Queens, 26 giugno 1987) è un'ex cestista statunitense.
Ala di 186 cm, ha giocato in Liga Femenina con Gran Canaria, in Serie A1 con Alcamo e in PLKK con Toruń.

## Carriera
Cresciuta nella Syracuse University, è arrivata in Europa con Gran Canaria. Dopo essere stata sospesa per non essere voluta scendere in campo contro Cagliari è riuscita a conquistare con le trapanesi la salvezza al secondo turno dei play-out. In seguito passa all'Energa Toruń, nel campionato polacco.

## Statistiche
Dati aggiornati al 30 giugno 2012
| Stagione        | Squadra                               | Competizione | Partite | Partite | Partite | Statistiche tiro | Statistiche tiro | Statistiche tiro | Altre statistiche | Altre statistiche | Altre statistiche | Altre statistiche | Altre statistiche |
| Stagione        | Squadra                               | Competizione | Pres.   | Titol.  | Minuti  | Tiri da 2        | Tiri da 3        | Liberi           | Rimb.             | Assist            | Rubate            | Stopp.            | Punti             |
| --------------- | ------------------------------------- | ------------ | ------- | ------- | ------- | ---------------- | ---------------- | ---------------- | ----------------- | ----------------- | ----------------- | ----------------- | ----------------- |
| 2010-2011       | Gran Canaria 2014 La Caja de Canarias | LF           | 26      |         | 626     | 114/258          | 12/44            | 67/106           | 175               | 6                 | 18                | 7                 | 331               |
| 2011-2012       | Gea Magazzini Alcamo                  | Serie A1     | 26      | 22      | 730     | 96/224           | 16/53            | 38/58            | 215               | 13                | 46                | 12                | 278               |
| Totale carriera |                                       |              |         |         |         |                  |                  |                  |                   |                   |                   |                   |                   |